# Дмитриево (Ярославский район)
Дмитриево — деревня в Ярославском районе Ярославской области. Входит в состав Туношенского сельского поселения.

## География
Находится в восточной части Ярославской области на расстоянии приблизительно 21 км на восток по прямой от станции Ярославль.

## История
В 1859 году здесь (деревня Ярославского уезда Ярославской губернии) было учтено 23 двора.

## Население
Численность населения: 141 человек (1859 год), 25 (русские 60 %, таджики 36 %) в 2002 году, 27 в 2010.